# 着うたフル
着うたフル（ちゃくうたフル）は、携帯電話で従来の着うたをフルコーラス（1曲全体）でダウンロードできる、日本の音楽配信サービスである。
圧縮率を約2倍に高めたHE-AACを使用することで、AACで圧縮された着うたの音質を維持したまま曲全体をダウンロードできる。着うたフルは着うた同様、ソニー・ミュージックエンタテインメントの登録商標（第4870873号）である。なお、同社は「フル着うた」でも商標登録している（第4860874号）。

## 概要
2004年（平成16年）11月にKDDI、ならびに沖縄セルラー電話の各auブランドにてサービスを開始。のちにソフトバンクモバイルでも2005年（平成17年）8月より開始され、NTTドコモでは2006年（平成18年）6月より開始。着うたフルサイトは、登場当初はauのみに対応のサイトが多かったが、NTTドコモやソフトバンクモバイルの対応端末が増加するにつれ、3キャリア対応の着うたフルサイトも増加した。
価格は着うたおよび着うたミニが1曲主価格帯80円～100円程度（消費税別）だったのに対し、着うたフルは1曲主価格帯200円～400円程度（消費税別）となっていた。データ量は前者では1曲あたりおよそ200キロバイト程度だったが、後者はおよそ5メガバイトまで配信することができた。
着うたフルは着信音やアラームとして設定可能であり、着信音用にはあらかじめ指定されている1～5箇所から着うたを取り出し、設定することができる。また、配信会社によっては着うたフルにCDのジャケット写真、歌詞カードが含まれている場合もある。大容量ゆえに、パケット定額制を利用していない場合はCDを普通に購入するよりもはるかに高いパケット料金になり、いわゆる「パケ死」に陥りやすい側面もあった。
着うたフルによる先行配信や、着うたフルでしか入手できないオリジナルソングの配信もされた。
2016年12月15日をもって大手サイトのレコチョクがサービスを終了したほか、最後の最後までサービスを提供していたau携帯電話向けサービスの「着うたフル for LISMO!」も2021年3月31日を以って最上位版の着うたフルプラスと共にサービスを終了。これにより着うたフルの歴史は名実共に約16年半の歴史に幕を下ろす事となった。

## 対応機種
着うたフルは、着うたより後発であることと、データ量が着うたよりも大容量なことから、当初は対応機種が限られていたが、その後ほとんどの機種に対応するようになった。
auの場合、『EZ「着うた」』（2009年秋より他キャリアと同じく「着うた」になった）は法人向けのE07KおよびスマートフォンのE30HT、児童向け防犯用端末のmamorinoを除くCDMA 1X WIN（現・au 3G）全機種と音声通話専用の簡単ケータイS A101KとA5301T、A10xxシリーズを除くCDMA 1X（現・au 3G）のA13xx・A14xx・A53xx・A54xx・A55xxシリーズに対応しているが、『EZ「着うたフル」』（2009年10月以降よりau向けもサービス名を「着うたフル」に統一）はCDMA 1Xでは通信速度が遅いことや機種自体にそれなりの処理能力が求められること、パケット定額制が適用されないなどの理由で対応していない。EV-DO Rev.Aを含むCDMA 1X WIN（au 3G）であってもW11H・W11K・W21H・W21K・W21S・W21SA・W62K・W63K・簡単ケータイシリーズ（W32K・W62PT・K003・K004等）・mamorinoを含む安心ジュニアケータイシリーズ（K001等）・NEW STANDARDシリーズ（ベルトのついたケータイ NS01・ケースのようなケータイ NS02等）・misora（iidaブランド）・PRISMOID（iidaブランド）・lotta（iidaブランド）・E05SH（法人向け専用）・E06SH（法人向け専用）・E07K（法人向け）・E30HT・dynapocket IS02（TSI01）・E31T・Windows Phone IS12T（TSI12）などは非対応。
ソフトバンクの場合、703SH・703SHf・804SH・903SH・904SH・905SH・803T・903T・804N・804SSなどが対応している。基本的に2005年冬以降に発売された3G端末にはコドモバイルシリーズ、かんたん携帯シリーズ、法人向け端末も含み標準対応。
ドコモの場合、FOMAP902iS・N902iX HIGH-SPEED・P702iD・903iシリーズ・P703iμ以外の703iシリーズ・904iシリーズ・P704iμ以外の704iシリーズ・905iシリーズ・NM705i以外の705iシリーズ・906iシリーズ・NM706i以外の706iシリーズ・docomo STYLE series・docomo PRIME series・docomo SMART series・docomo PRO series SH-04AなどFOMAハイスピード対応端末を中心として対応しているが、それ以外の機種では、ストリーミング形式で聞くことしかできず、端末本体に保存ができない。なお、法人向けモデルのF903iBSC・F905iBiz・F-06Aは業務外利用防止という端末の性格上、非対応である。
イー・モバイルの場合、音声通話サービスに対応しているH11Tのみが対応している。ただし、新規のダウンロードは2010年2月28日を以って終了し、会員登録も解除されている。以降は、すでにダウンロードしたコンテンツのみ利用可能となっている。

## PC購入サービス
KDDI、ならびに沖縄セルラー電話の各auブランドは2006年5月17日より、LISMO対応携帯電話向けに、「LISMO Music Store」を開設した。これは、LISMO Portから音楽を購入できるサービスで、購入した音楽はPCで聞いたり携帯電話に転送して聞いたり、EZ着うたフルと同じく一部分を切り取って「着うた」にすることも可能である。
なお、「LISMO Music Store」は2011年12月6日に「mora for LISMO」に集約されサービスを終了した。

## データの認証と移行
着うたフルは、携帯電話の電話番号（厳密にはSIMカードの番号）がDRMの認証キーとなる。すなわち、ダウンロードを行った端末か、それと全く同じ電話番号を持つ端末でしか再生ができない。つまり、mini/microSDメモリーカードにデータを退避させたうえで、電話番号を全く変更せず着うたフル対応機種にそのまま機種変更すれば、機種変更後の端末でも再生できる（ダウンロードしたサイトやデータにもよる）。なお番号ポータビリティで他のキャリアへ乗り換えた場合は、データの形式が異なるので着うたフルの引継ぎはできない。また、SIMカードを再発行した場合も再生はできない（DRM情報を移行できた場合は除く）。
mini/microSDメモリーカード対応機種とメモリースティックDuo対応機種の間では、W31K→W41S・W31S→W42Hなどのように移動できない場合もある。なおauの場合、LISMO Music対応機種同士であれば、2010年（平成22年）1月現在Windows XP（SP2以降。x86版のみ対応）およびWindows Vista（SP1を含む。x86版のみ対応）に対応した各PCを介してソニー・エリクソン製端末とそれ以外のメーカー製端末間での引継ぎも可能である。
LISMOのみに対応し、SD-Audioやメモリースティックオーディオに対応しない機種では、PCの音楽ファイルをLISMO Portで一度HE-AACかATRACに変換してから、端末に転送することになる。対応するコーデックはAAC、WMA、WAV、MP3、ATRACなどがある。
LISMO Music対応機種で外部メモリーに保存された楽曲は、LISMO Music非対応機種ではたとえ電話番号が同じであっても、再生できない。